# Parkinsonia scioana
Parkinsonia scioana är en ärtväxtart som först beskrevs av Emilio Chiovenda, och fick sitt nu gällande namn av John Patrick Micklethwait Brenan. Parkinsonia scioana ingår i släktet Parkinsonia och familjen ärtväxter. Inga underarter finns listade i Catalogue of Life.